# Kingdom Hearts HD 2.5 Remix
Kingdom Hearts HD 2.5 Remix  est une collection remasterisée HD de trois jeux de la série Kingdom Hearts publiés par Square Enix : Kingdom Hearts II, Birth by Sleep et Re: Coded. Successeur de la collection HD 1.5 Remix, il est sorti en exclusivité sur PlayStation 3 au Japon en octobre 2014 et, deux mois plus tard, à l'échelle internationale.
Kingdom Hearts HD 2.5 Remix comprend le mix final de Kingdom Hearts II et le mix final de Birth by Sleep Kingdom Hearts en haute définition et l'ajout de trophées. De plus, la collection propose un remake cinématographique de Kingdom Hearts Re: Coded qui comprend des cinématiques remasterisées du jeu original ainsi que du contenu supplémentaire. Une troisième collection, Kingdom Hearts HD 2.8 Final Chapitre Prologue, a été publiée en 2017. Le 2.5 Remix a été réédité avec le 1.5 Remix sur PlayStation 4 en mars 2017.

## Développement
Dans le générique de Kingdom Hearts HD 1.5 Remix, des extraits des jeux présentés dans la collection ont été montrés, faisant allusion à la collection. De plus, quand IGN a interviewé Shinji Hashimoto à propos de Kingdom Hearts III, il a déclaré que le studio envisagerait une autre collection HD si l'accueil à la première était suffisamment chaleureux. La collection a été annoncée le 14 octobre 2013, exclusivement pour la PlayStation 3 Comme avec HD 1.5 Remix, la collection a été développée principalement par Square Enix 1st Production Department à Osaka, avec l'aide de l'équipe de Tokyo de Square Enix. En juillet 2017, Nomura a annoncé l'arrivée de la collection sur la Xbox One, affirmant qu'il ne pensait pas qu'il y avait une forte demande pour cette collection en dehors de l'Amérique du Nord, mais que cela pourrait être possible une fois que Square Enix aurait terminé le développement de Kingdom Hearts III.

## Jeux

### Kingdom Hearts II Final Mix
Kingdom Hearts II reprend un an après les événements de Kingdom Hearts: Chain of Memories. Sora, le protagoniste des deux premiers jeux, repart à la recherche de ses amis perdus. Comme les jeux précédents, Kingdom Hearts II regroupe un large éventail de personnages de films Disney et de jeux Final Fantasy.L'Organisation XIII, un groupe introduit dans Chain of Memories, réapparaît également pour entraver les progrès de Sora.
Les arrière-plans et les textures du jeu ont dû être ajustés afin de s'adapter du format 4:3 d'origine au format HD 16:9. Des images supplémentaires ont été ajoutées aux écrans du menu et dans l'environnement du Gummi Ship pour compenser les zones manquant du décalage de rapport. Selon le co-réalisateur Tai Yasue, environ 80% de la bande sonore originale a été remixée et des éléments orchestraux supplémentaires ont été ajoutés aux chansons. Yasue a déclaré : "La musique de Yoko Shimomura est un trait indéniable de la série Kingdom Hearts. Je pense que sans l’atmosphère qu’elle créé, ce ne serait pas Kingdom Hearts. Le mixage de la bande sonore finale a donc été soigneusement ajustée". Kingdom Hearts II Final Mix est sorti pour la première fois hors du Japon dans cette collection.

### Kingdom Hearts Birth by Sleep Final Mix
Birth by Sleep est un prequel à Kingdom Hearts, qui se déroule dix ans avant les titres principaux. Le jeu est centré sur les voyages de Terra, Aqua et Ventus, des personnages brièvement décrits dans Kingdom Hearts II et sur leur quête visant à retrouver Maître Xehanort et à protéger les mondes des créatures connues sous le nom d'Unversed.
Passer de PlayStation Portable à PlayStation 3 a permis à l'équipe de développement d'ajouter plus de détails aux conceptions des personnages, des sons atmosphériques supplémentaires, ainsi que d'ajuster légèrement le système de jeu, permettant désormais de contrôler la caméra avec le stick analogique droit. De plus, le Mirage Arena (un composant multijoueur du jeu original) a été retravaillé pour ne plus être qu’une expérience solo. Yasue a déclaré que les atouts de l'ennemi et l'IA dans l'arène avaient été ajustés pour compenser. L'inclusion de la version Final Mix dans la collection a marqué la première sortie de cette version hors du Japon.

### Kingdom Hearts Re:coded
Kingdom Hearts Re:coded fait également partie de la collection, reprenant le jeu Nintendo DS adapté en une narration cinématographique, similaire à la manière dont Kingdom Hearts 358/2 Days était incluse dans Kingdom Hearts HD 1.5 Remix. Le titre se situe chronologiquement après Kingdom Hearts II et fait suite à la découverte du journal de Jiminy Cricket, qui relate le combat de Sora contre les Sans-cœur et l'Organisation XIII, qui contient deux messages secrets écrits par des inconnus. Une fois le journal numérisé pour une analyse ultérieure, le contenu est corrompu. Cela a amené le roi Mickey et ses amis à créer un Sora numérique pour entrer et réparer le journal afin de déchiffrer la signification des messages cachés.
Pour les cinématiques Re:coded, des événements supplémentaires absents dans l'original ont été rajoutés. Tetsuya Nomura a ajouté qu'un nouveau doublage est en cours d'enregistrement, suggérant ainsi l'inclusion d'une nouvelle scène de bataille et d'une scène qui lie Re:coded et Kingdom Hearts 3D: Dream Drop Distance. Yasue a révélé qu'environ 2 heures de la cinématique sur les trois au total étaient du contenu exclusif et enregistré avec une interprétation vocale, ainsi que des scènes supplémentaires qui étoffent les histoires des autres titres de Kingdom Hearts.

## Parution
Kingdom Hearts HD 2.5 Remix est sorti au Japon le 2 octobre 2014, en Amérique du Nord le 2 décembre en Australie le 4 décembre et en Europe le 5 décembre. Les précommandes du jeu en Amérique du Nord et en Australie incluaient une épinglette collector officielle Disney,. Square Enix a également sorti la collection en deux lots au Japon, contenant tous deux Kingdom Hearts HD 1.5 Remix et un code permettant d'obtenir un kit anniversaire pour Kingdom Hearts χ [chi]. Le premier, intitulé Kingdom Hearts Starter Pack: HD 1.5 + 2.5 Remix, contient le matériel mentionné précédemment et une édition limitée, tandis que le second, Kingdom Hearts Collector Collector's: HD 1.5 + 2.5 Remix, comprend une édition limitée, une bande son promotionnelle et un livret avec des graphiques de la série en plus du matériel précédent. Une édition collector pour l’Amérique du Nord et l’Europe a également été lancée. Elle contient deux collections HD, un étui en acier, un livre d’art, une épinglette Disney Kingdom Hearts et une peluche Sans-cœur,.
En octobre 2016, Square Enix a annoncé la sortie d'une compilation à disque unique de Kingdom Hearts HD 1.5 Remix et de Kingdom Hearts HD 2.5 Remix pour PlayStation 4. Il est sorti le 9 mars 2017 au Japon, le 28 mars 2017 en Amérique du Nord et le 31 mars 2017 en Europe. Un autre pack, Kingdom Hearts: The Story So Far, comprend la collection PlayStation 4 de Kingdom Hearts HD 1.5 + 2.5 et Kingdom Hearts HD 2.8 Final Chapter Prologue, sorti en Amérique du Nord le 30 octobre 2018 pour la PlayStation 4.

## Accueil
La collection s'est vendue à 84 935 unités au cours de sa première semaine de sortie au Japon et, depuis le dernier rapport sur les ventes du jeu publié le 9 novembre 2014, 129 660 unités ont été vendues au Japon.
Kingdom Hearts HD 2.5 Remix a reçu des critiques « globalement positives », selon Metacritic, agrégateur de critiques de jeux vidéos. Game Informer a fait l'éloge de la collection, louant les mises à jour de Kingdom Hearts II, la transition de Birth By Sleep de la PlayStation Portable à la PlayStation 3, et critiquant le film Re:coded comme étant simplement "là pour les complétionnistes et facile à ignorer pour tous les autres joueurs". Electronic Gaming Monthlya qualifié la collection de très bonne affaire pour les fans de la série, louant le système de combat et les personnages charmants de la série, tout en soulignant la qualité narrative approximative de l'ensemble. GameTrailers a noté l'amélioration de la sélection de jeux par rapport au 1.5 Remix, en vantant l'inclusion de deux des meilleurs jeux de la série Kingdom Hearts dans la collection, ainsi que du contenu auparavant exclusif au Japon, tel que des batailles spéciales contre des boss. Ils ont également fait l'éloge des nouveaux arrangements musicaux et de la reprise cinématographique de Re:coded, bien que cette opinion ne soit pas universellement partagée. IGN a repris les mêmes arguments, notant l'amélioration de la musique, des graphismes et des "défis de haut niveau", mais a critiqué le gameplay vieillissant de Kingdom Hearts II et le système de caméra de Birth by Sleep. Hardcore Gamer a un point de vue plus mitigé sur la collection, notant que les jeux n'étaient pas graphiquement à la pointe de ce qui se fait, en particulier Kingdom Hearts: Birth By Sleep Final Mix, mais constituait malgré tout une amélioration majeure.

## HD 2.8 Final Chapter Prologue
Dans le générique de HD 2.5 Remix, des extraits de Kingdom Hearts 3D: Dream Drop Distance ont été montrés, ainsi que l’inclusion d’une fin secrète liée au jeu, faisant allusion à une éventuelle collection supplémentaire. En septembre 2015, Square Enix a annoncé Kingdom Hearts HD 2.8 Final Chapter Prologue. La collection comprend un remasterisation HD de Dream Drop Distance ainsi que Kingdom Hearts Back Cover, une reprise cinématographique de Kingdom Hearts, et Kingdom Hearts 0.2: Birth by Sleep - A Fragmentary Passage, un nouveau jeu se déroulant après les événements de Birth by Sleep, narré du point de vue d'Aqua. Il a été publié le 12 janvier 2017 au Japon et le 24 janvier 2017 pour les autres pays.